# Atletica leggera alla IX Universiade
Le gare di atletica leggera alla IX Universiade si sono svolte a Sofia, in Bulgaria, dal 19 al 23 agosto 1977.

## Risultati

### Uomini
| Specialità | Oro                                                                                  | Prestazione | Argento                                                             | Prestazione | Bronzo                                                                    | Prestazione |
| 100 metri | Silvio Leonard                                                                       | 10"08       | Petar Petrov                                                        | 10"19       | Osvaldo Lara                                                              | 10"31       |
| 200 metri | Clancy Edwards                                                                       | 20"46       | Silvio Leonard                                                      | 20"64       | William Snoddy                                                            | 21"17       |
| 400 metri | Fons Brydenbach                                                                      | 45"18       | Willie Smith                                                        | 45"34       | Ryszard Podlas                                                            | 45"36       |
| 800 metri | Alberto Juantorena                                                                   | 1'43"44     | Milovan Savic                                                       | 1'45"6      | José Marajo                                                               | 1'45"89     |
| 1 500 metri | Jozef Plachý                                                                         | 3'40"2      | Mike Kearns                                                         | 3'40"9      | Abderrahmane Morceli                                                      | 3'41"0      |
| 5 000 metri | Enn Sellik                                                                           | 13'44"6     | Jerzy Kowol                                                         | 13'45"1     | Leonid Moseyev                                                            | 13'45"6     |
| 10 000 metri | Leonid Moseyev                                                                       | 29'12"0     | Franco Fava                                                         | 29'12"7     | Ilie Floroiu                                                              | 29'13"4     |
| 110 metri ostacoli | Alejandro Casañas                                                                    | 13"21       | Jan Pusty                                                           | 13"53       | Vyacheslav Kulebyakin                                                     | 13"55       |
| 400 metri ostacoli | Tom Andrews                                                                          | 49"52       | Klaus Schönberger                                                   | 49"55       | Rolf Ziegler                                                              | 49"72       |
| 3 000 metri siepi | Michael Karst                                                                        | 8'25"9      | Paul Copu                                                           | 8'28"8      | Ron Addison                                                               | 8'29"4      |
| 4×100 metri | Unione Sovietica Nikolaj Kolesnikov Aleksandr Aksinin Jurij Silov Vladimir Ignatenko | 38"75       | Italia Stefano Curini Stefano Rasori Pietro Farina Luciano Caravani | 39"15       | Stati Uniti William Snoddy Mike Kee Clancy Edwards Harvey Glance          | 39"17       |
| 4×400 metri | Stati Uniti Elvis Jennings Willie Smith Tim Dale Tom Andrews                         | 3'01"2      | Polonia Jerzy Pietrzyk Henryk Galant Cezary Lapinski Ryszard Podlas | 3'01"52     | Germania Ovest Lothar Krieg Eberhard Schneider Ulrich Zunker Rolf Ziegler | 3'06"3      |
| Salto in alto | Jacek Wszola                                                                         | 2,22        | Paul Poaniewa                                                       | 2,19        | Aleksandr Grigoryev                                                       | 2,19        |
| Salto con l'asta | Wladyslaw Kozakiewicz                                                                | 5,55        | Tadeusz Slusarski                                                   | 5,50        | Vladimir Trofimenko                                                       | 5,50        |
| Salto in lungo | Nenad Stekic                                                                         | 7,97        | Grzegorz Cybulski                                                   | 7,95        | David Giralt                                                              | 7,92        |
| Salto triplo | Anatoliy Piskulin                                                                    | 17,30w      | Ron Livers                                                          | 16,96w      | Willie Banks                                                              | 16,94       |
| Getto del peso | Valcho Stoev                                                                         | 19,55       | Nikolai Khristov                                                    | 19,44       | Wolfgang Warnemünde                                                       | 18,94       |
| Lancio del disco | Nikolay Vikhor                                                                       | 64,14       | Vladimir Rayev                                                      | 62,42       | Wolfgang Warnemünde                                                       | 61,98       |
| Lancio del martello | Emanuil Dyulgerov                                                                    | 73,50       | Yuriy Sedykh                                                        | 72,42       | Aleksandr Kozlov                                                          | 72,40       |
| Lancio del giavellotto | Vasiliy Yershov                                                                      | 81,60       | David Ottley                                                        | 81,14       | Valentin Dzhonev                                                          | 79,76       |
| Decathlon | Sepp Zeilbauer                                                                       | 8097        | Valeriy Kachanov                                                    | 7958        | Rumen Petrov                                                              | 7949        |
| record mondiale; record mondiale stagionale; record africano; record asiatico; record europeo; record nord-centroamericano e caraibico; record sudamericano; record oceaniano; record delle Universiadi; record nazionale; record personale; record personale stagionale. |                                                                                      |             |                                                                     |             |                                                                           |             |

### Donne
| Specialità             | Oro                                                                                    | Prestazione | Argento                                                                   | Prestazione | Bronzo                                                                 | Prestazione |
| 100 metri              | Lyudmila Storozhkova                                                                   | 11"21       | Andrea Lynch                                                              | 11"22       | Silvia Chivás                                                          | 11"23       |
| 200 metri              | Silvia Chivás                                                                          | 23"08       | Marina Sidorova                                                           | 23"09       | Andrea Lynch                                                           | 23"23       |
| 400 metri              | Rosalyn Bryant                                                                         | 52"10       | Natal'ja Sokolova                                                         | 52"15       | Beatriz Castillo                                                       | 52"95       |
| 800 metri              | Totka Petrova                                                                          | 1'57"6      | Tatyana Kazankina                                                         | 1'58"6      | Svetla Koleva                                                          | 1'58"9      |
| 1 500 metri            | Totka Petrova                                                                          | 4'05"7      | Natalia Marasescu                                                         | 4'05"8      | Maricica Puica                                                         | 4'06"4      |
| 100 metri ostacoli     | Grazyna Rabsztyn                                                                       | 12"86       | Tatyana Anisimova                                                         | 13"03       | Natalya Lebedeva                                                       | 13"05       |
| 4×100 metri            | Unione Sovietica Ljudmila Maslakova Vera Anisimova Marina Sidorova Tatyana Prorochenko | 43"16       | Bulgaria Sofka Popova Atanaska Georgieva Ivanka Valkova Lyubina Dimitrova | 44"30       | Polonia Boguslawa Kaniecka Helena Flisnik Ewa Witkowska Ewa Dlugolecka | 44"79       |
| Salto in alto          | Sara Simeoni                                                                           | 1,92        | Debbie Brill                                                              | 1,90        | Tatyana Boyko                                                          | 1,86        |
| Salto in lungo         | Jacqueline Curtet                                                                      | 6,38        | Jarmila Nygrýnová                                                         | 6,35        | Jodi Anderson                                                          | 6,35        |
| Getto del peso         | Elena Stoyanova                                                                        | 19,98       | Nina Isayeva                                                              | 19,56       | Helma Knorscheidt                                                      | 19,29       |
| Lancio del disco       | Mariya Vergova                                                                         | 66,34       | Svetlana Melnikova                                                        | 61,78       | Radostina Bakhchevanova                                                | 61,08       |
| Lancio del giavellotto | Nadezhda Yakubovich                                                                    | 61,42       | Ivanka Vancheva                                                           | 61,12       | Aranka Vágási                                                          | 61,12       |
| Pentathlon             | Valentina Dimitrova                                                                    | 4630        | Jane Frederick                                                            | 4625        | Yekaterina Smirnova                                                    | 4521        |

## Medagliere
| #      | Nazione          | Oro | Argento | Bronzo | Totale |
| ------ | ---------------- | --- | ------- | ------ | ------ |
| 1      | Unione Sovietica | 9   | 9       | 8      | 26     |
| 2      | Bulgaria         | 7   | 4       | 4      | 15     |
| 3      | Stati Uniti      | 4   | 3       | 5      | 12     |
| 4      | Cuba             | 4   | 1       | 4      | 9      |
| 5      | Polonia          | 3   | 5       | 2      | 10     |
| 6      | Italia           | 1   | 2       | 0      | 3      |
| 7      | Francia          | 1   | 1       | 1      | 3      |
| 8      | Cecoslovacchia   | 1   | 1       | 0      | 2      |
| 8      | Jugoslavia       | 1   | 1       | 0      | 2      |
| 10     | Germania Ovest   | 1   | 0       | 2      | 3      |
| 11     | Austria          | 1   | 0       | 0      | 1      |
| 11     | Belgio           | 1   | 0       | 0      | 1      |
| 13     | Regno Unito      | 0   | 3       | 1      | 4      |
| 14     | Romania          | 0   | 2       | 2      | 4      |
| 15     | Germania Est     | 0   | 1       | 3      | 4      |
| 16     | Canada           | 0   | 1       | 0      | 1      |
| 17     | Algeria          | 0   | 0       | 1      | 1      |
| 17     | Ungheria         | 0   | 0       | 1      | 1      |
| Totale | Totale           | 34  | 34      | 34     | 102    |